# Люмен Філд
Люмен Філд (англ. Lumen Field) — американський багатофункціональний стадіон, розташований у місті Сієтл, штат Вашингтон. Стадіон є домашньою ареною команди НФЛ Сієтл Сіхоукс, а також приймає матчі футбольного клубу MLS Сіетл Саундерз.
Оригінальна назва стадіону «Сіхоукс Стедіум» була змінена 23 червня 2004 року на «Квест Філд» після придбання прав на перейменування телекомунікаційною компанією «Квест» (англ. Qwest). Сучасну назву було отримано в червні 2011 року після злиття компаніЇ «Квест» із «Сенчурі Лінк» (англ. CenturyLink).
Спортивний комплекс також включає в себе «Івент Центр» з театром «WaMu» та автомобільну парковку. Стадіон має зручне розташування поблизу центрального ділового району Сієтла (на відстані приблизно однієї милі, або 1,6 км), завдяки чому до нього легко добратися громадським транспортом, або власним автомобілем.